# Oskar Arendt
Oskar Arendt (* 15. November 1878 in Danzig; † 10. Januar 1943 in Berlin) war ein deutscher Ingenieur und Schriftsteller.

## Leben

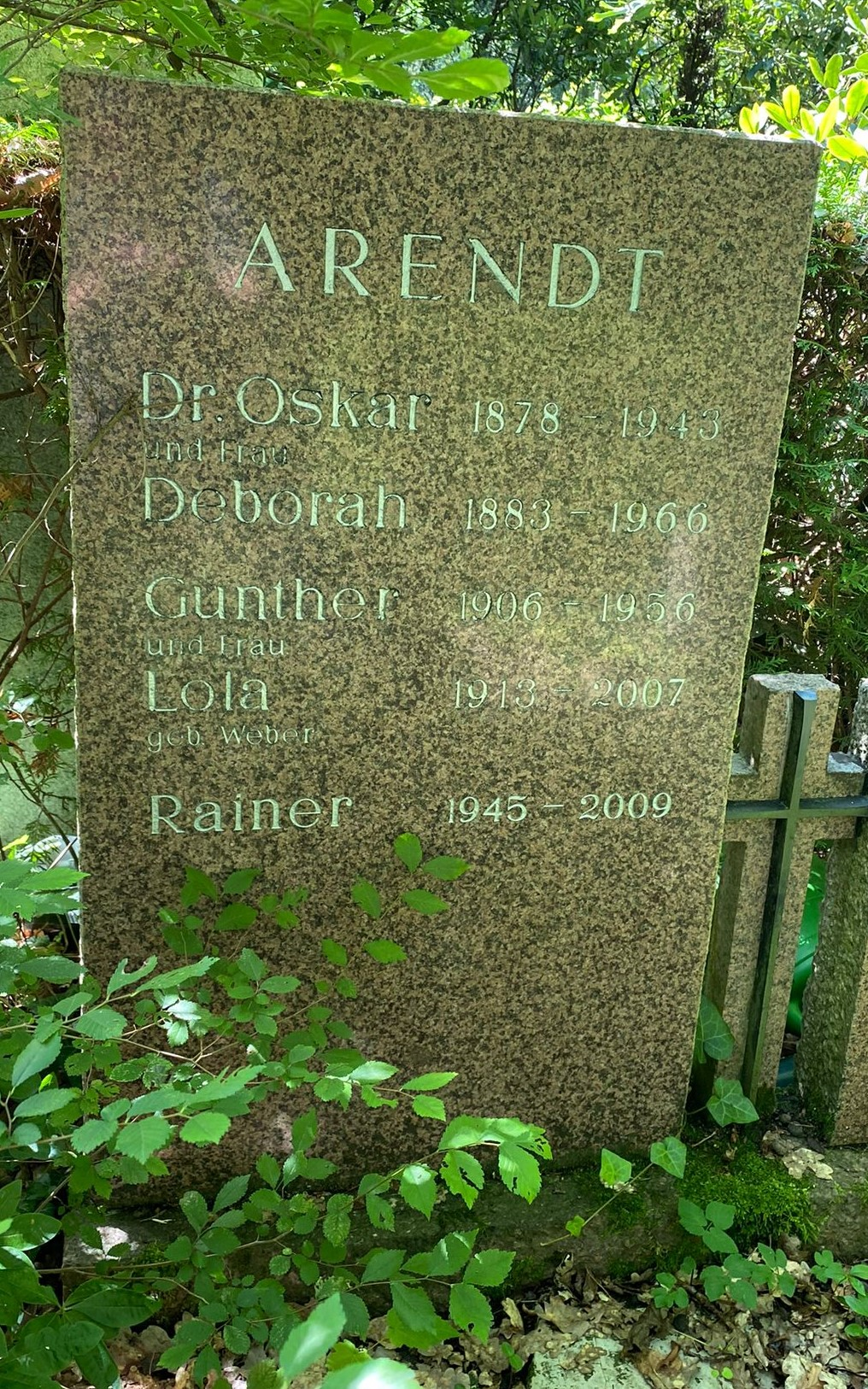
Grabstätte auf dem Südwestkirchhof Stahnsdorf

Er war der Sohn des Kaufmanns Rudolph Arendt und dessen Ehefrau Marie geborene Michaelis. Nach dem Besuch der Oberrealschule St. Peter und Paul in Danzig studierte Oskar Arendt an der Technischen Hochschule Charlottenburg sowie an den Universitäten Berlin und Jena. Als Ingenieur arbeitete er ab 1. Oktober 1899 im Wernerwerk der Siemens & Halske AG. Daneben war er als Redakteur für technische Zeitschrift tätig, so für die Technische Woche, für Heliois, für Elektrowelt und für Elektrowoche.
1915 promovierte er an der Universität Jena zum Dr. phil. Das Thema seiner Dissertation lautete: Zum zeitlichen Verlauf der Adsorption von Kolloiden auf Kristallen. Seit 1919 war er als Patentanwalt und vereidigter Sachverständiger in Berlin tätig. Er hatte sich auf den gewerblichen Rechtsschutz spezialisiert. 1927 verlegte er sein Büro auf den Kurfürstendamm.
1916 meldete er ein Patent für eine Metallbrikettpresse an.
Er war Mitbegründer der deutschen Red.-Vereine und des 1910 gegründeten Reichsverbandes der Deutschen Presse.

## Veröffentlichungen
- Wupperpaul. Heitere Kindergeschichten in Versen, Hannover, [1913].
- Gedichte und Aphorismen, Berlin, o. J.
- Deutsche Worte. Deutsch bleibt deutsch. I. Teil, gesungen mit Salon-Orchesterbegleitung von Kammersänger Louis van de Sande, erstmalig veröffentlicht in „Die deutsche Schule im Auslande“, Schellackplatte, 1923.
- Werbewirksame Warenzeichen, Berlin, 1925.
- Wille und Wahrheit (Gedichte), Berlin, 1936.
- Deutsche Worte: a) Ein deutscher Mann, b) Deutscher Wille, c) Wehrlied, II. Teil, a) Im Weltkrieg veröffentlicht 1. September 1944, „Deutsches Armeeblatt“, Berlin, b) Zur Ruhrbeisetzung veröffentl. in „Allgemeine Zeitung“, Chemnitz, 24. Sept. 1923, c) Zur deutschen Wehrfreiheit verfaßt, Jena, August 1936, Schellackplatte, 1944.

## Familie
Oskar Arendt heiratete 1905 Deborah (1883–1966), die Tochter des Kaufmanns Otto Herfert und dessen Ehefrau Alberta geborene Habermann. Aus der gemeinsamen Ehe gingen die Kinder Gunther (1906–1956) und Dora (* 1908) hervor. Er ruht in der Familiengrabstätte auf dem Südwestkirchhof Stahnsdorf.